# 34-й Северокаролинский пехотный полк
34-й Северокаролинский пехотный полк (34th North Carolina Infantry Regiment) представлял собой один из пехотных полков армии Конфедерации во время Гражданской войны в США. Он участвовал во всех сражениях Северовирджинской армии и был задействован в «атаке Пикетта» под Геттисбергом.

## Формирование
34-й Северкоаролинский был сформирован в Хай-Пойнт 26 октября 1862 года. Его роты были набраны в округах Эш, Резерфорд, Рован, Линкольн, Клевеленд, Мекленберг и Монтгомери. В конце октября командиром полка был избран полковник Колетт Ливенторп, а подполковником — Уильям Хук.
До 4 декабря Ливенторп тренировал полк в Хай-Пойнт, а затем полк перевели в Кэмп-Манум около Роли. На смотре 23 декабря губернатор отметил 34-й северокаролинский как «самый натренированный полк в Северной Каролине». За успехи в обучении полка Ливенторпу временно передали под командование также 33-й, 35-й и 37-й северокаролинские пехотные полки.
Полк был включён в бригаду Ричарда Гатлина.
На момент формирования полк имел следующий ротный состав:
- Рота A (округ Нэш) капитан С. Н. Уильсон
- Рота B (округа Резерфорд и Кливленд) капитан Джон Эдвардс
- Рота C (округ Резерфорд) капитан М. О. Дикенсон
- Рота D (округ Рован) капитан Уильям Хоук
- Рота E (округ Линкольн) капитан Джон Хилл
- Рота F (округ Кливеленд) капитан Абрам Уальтерс
- Рота G (округ Мекленберг) капитан Уильям Майерс
- Рота H (округ Кливеленд) капитан Самуэль Хоэй
- Рота I (округ Резерфорд) капитан Джеймс Симмонс
- Рота K (округ Монтгомери) капитан Дэвид Кокран

## Боевой путь
Весной 1862 года полк стоял в Северной Каролине около Роанок-Айленд, где была опасность вторжения федеральной армии. 20 февраля он впервые принял участие в боевых действиях, вступив в перестрелку с федеральными кораблями в устье реки Роанок. В конце марта полковнику Ливенторпу поручили командовать 11-м северокаролинским полком, а 2 апреля 1862 года командиром полка стал полковник Ричард Генри Риддик. Полк числился в бригаде Джозефа Андерсона. В мае бригаду перевели в Вирджинию и в июне её командиром стал Уильям Дурси Пендер. В составе этой бригады полк прошёл Семидневную битву. 26 июня в сражении на Бивер-дем-Крик был ранен полковник Риддик. Он вернулся в строй вскоре, когда бригада участвовала в Северовирджинской кампании и был снова ранен во Втором сражении при Бул-Ране. Риддик скончался от ран 7 сентября 1862 года в Фэирфаксе.
Когда началась Мерилендская кампания, полк числился в бригаде Пендера, в «Лёгкой дивизии Хилла». Полком командовал подполковник Джон МакДауэлл. Полк участвовал в осаде Харперс-Ферри и во фланговой атаке позиций федеральной армии на финальной стадии сражения при Энтитеме. Через несколько дней после Энтитема полк участвовал в сражении при Шепардстауне.
В декабре 1862 года полк сражался под Фредериксбергом, и в том же месяце командир роты «D», Уильям Лоуренс, был повышен до полковника, стал командиром 34-го Северокаролинского и оставался на этом посту до февраля 1865 года.